# Lignosus dimiticus
Lignosus dimiticus är en svampart som beskrevs av Ryvarden 1975. Lignosus dimiticus ingår i släktet Lignosus och familjen Polyporaceae.   Inga underarter finns listade i Catalogue of Life.